# Zusatzversorgungskasse
Zusatzversorgungskassen sind die Träger der Zusatzversorgung des öffentlichen Dienstes (ZÖD) in Deutschland, einer ergänzenden Altersvorsorgemaßnahme der Arbeitnehmer im öffentlichen Dienst. Sie sind öffentlich-rechtliche Einrichtungen. Daneben gibt es auch einzelne Zusatzversorgungskassen der gewerblichen Wirtschaft.

## Allgemeines
Häufigste Rechtsformen sind Körperschaften oder Anstalten des öffentlichen Rechts. Konkret handelt es sich bei den Zusatzversorgungskassen – jedenfalls nach nordrhein-westfälischem Recht (vgl. §§ 10 und 16 VKZVKG NRW) – um rechtlich unselbständige, nichtrechtsfähige Sondervermögen bzw. Geschäftsbereiche der in den vorgenannten Organisationsformen geführten Versorgungskassen, die wiederum im Auftrag ihrer Mitglieder für die Abwicklung der Beamtenversorgungsleistungen zuständig sind.

## Zielgruppen
Die größte Zusatzversorgungskasse in der Bundesrepublik Deutschland ist die Versorgungsanstalt des Bundes und der Länder (VBL). Sie versichert die Arbeitnehmer des Bundes sowie der meisten Länder.
Für die Arbeitnehmer der deutschen Kommunen und ihrer Einrichtungen existieren 17 kommunale Versorgungseinrichtungen, die teilweise als Gebietskassen für alle Gemeinden eines bestimmten Einzugsbereiches zuständig sind, teilweise für die Arbeitnehmer einzelner Städte.
Für die Arbeitnehmer kirchlicher Einrichtungen gibt es vier Zusatzversorgungskassen, drei für verschiedene Bereiche der Evangelischen Kirche in Deutschland und eine für die Katholische Kirche in Deutschland.
Außerdem gibt es zwei Einrichtungen für Arbeitnehmer von Sparkassen.

## Mitgliedschaft
Zusatzversorgungskassen führen die betriebliche Altersversorgung im Auftrag der angeschlossenen Arbeitgeber durch. Diese Arbeitgeber werden je nach Kasse als Mitglieder oder Beteiligte bezeichnet. Sie sind zugleich Kunden und Gewährsträger der Versorgungseinrichtung. Voraussetzung für die Mitgliedschaft eines Arbeitgebers ist die verbindliche Zusage der entsprechenden Altersversorgung für alle Mitarbeiter, in der Regel durch Tarifvertrag.

## Liste der Zusatzversorgungskassen
- Bund und Länder
  - Versorgungsanstalt des Bundes und der Länder

- Kommunale Zusatzversorgungskassen 	
  - Zusatzversorgungskasse des Kommunalen Versorgungsverbands Baden-Württemberg
  - Zusatzversorgungskasse der bayerischen Gemeinden
    - ppa - Pfälzische Pensionsanstalt in Bad Dürkheim als Geschäftsstelle im Gebiet des ehem. Regierungsbezirks Pfalz

  - Zusatzversorgungskasse beim Kommunalen Versorgungsverband Brandenburg
  - Zusatzversorgungskasse der Gemeinden und Gemeindeverbände in Darmstadt
  - Zusatzversorgungskasse der Stadt Frankfurt am Main
  - Kommunale Versorgungskassen Kurhessen-Waldeck (KVK) in Kassel
  - Zusatzversorgungskasse für die Gemeinden und Gemeindeverbände in Wiesbaden
  - Kommunale Zusatzversorgungskasse beim kommunalen Versorgungsverband Mecklenburg-Vorpommern
  - Zusatzversorgungskasse der Stadt Emden
  - Zusatzversorgungskasse der Stadt Hannover
  - Zusatzversorgungskasse der Stadt Köln
  - Rheinische Versorgungskassen - Zusatzversorgung - mit Sitz in Köln
  - Kommunale Versorgungskassen Westfalen-Lippe in Münster
  - Ruhegehalts- und Zusatzversorgungskasse des Saarlandes - Abteilung Zusatzversorgungskasse -
  - Zusatzversorgungskasse des Kommunalen Versorgungsverbandes Sachsen
  - Kommunaler Versorgungsverband Sachsen-Anhalt - Zusatzversorgungskasse -
  - Zusatzversorgungskasse beim Kommunalen Versorgungsverband Thüringen

- Kirchliche Zusatzversorgungskassen
  - Kirchliche Zusatzversorgungskasse Rheinland-Westfalen
  - Zusatzversorgungskasse der Evangelisch-lutherischen Landeskirche Hannovers
  - Evangelische Zusatzversorgungskasse
  - Kirchliche Zusatzversorgungskasse des Verbandes der Diözesen Deutschlands

- Sparkasseneinrichtungen 
  - Emder Zusatzversorgungskasse für Sparkassen
  - Zusatzversorgungskasse der Landesbank Baden-Württemberg

## Arbeitsgemeinschaft
Die Zusatzversorgungskassen des kommunalen und kirchlichen Dienstes sowie die beiden Sparkasseneinrichtungen kooperieren in der Arbeitsgemeinschaft kommunale und kirchliche Altersversorgung (AKA) e. V.

## Weitere Zusatzversorgungskassen
- Zusatzversorgungskasse der Steine- und Erden-Industrie und des Betonsteinhandwerks VVaG
- Zusatzversorgungskasse des Baugewerbes AG
- Zusatzversorgungskasse des Dachdeckerhandwerks VVaG
- Zusatzversorgungskasse des Gerüstbaugewerbes VVaG
- Zusatzversorgungskasse des Maler- und Lackiererhandwerks VVaG
- Zusatzversorgungskasse des Steinmetz- und Steinbildhauerhandwerks VVaG